# Línea C (Autobuses Urbanos de Elche)
La línea C es una línea regular de autobús urbano de la ciudad de Elche. Es operada por Autobuses Urbanos de Elche.

## Recorrido

### Dirección Toscar
| N.º de parada | Parada                          | Conexión(es)                          | Notas |
| ------------- | ------------------------------- | ------------------------------------- | ----- |
| 1             | Centro-Doctor Caro              |                                       |       |
| 2             | Vicente Blasco Ibáñez, 22       | Línea I (Autobuses Urbanos de Elche)  |       |
| 56            | Cristóbal Sanz                  | Línea R1 (Autobuses Urbanos de Elche) |       |
| 57            | Diagonal-Avenida de la Libertad |                                       |       |
| 60            | Plaza Barcelona                 |                                       |       |
| 61            | Plaza Primero de Mayo           |                                       |       |
| 62            | Hermanos Navarro Caracena       |                                       |       |
| 63            | Melchor Botella, 7              |                                       |       |
| 64            | Centro de Salud Carrús          |                                       |       |
| 65            | Polideportivo Carrús            |                                       |       |

### Dirección Centro
| N.º de parada | Parada                            | Conexión(es) | Notas |
| ------------- | --------------------------------- | ------------ | ----- |
| 41            | Victoria Kent                     |              |       |
| 66            | José Romero López, 115            |              |       |
| 67            | José Romero López, 67             |              |       |
| 68            | Mario Pastor Sempere              |              |       |
| 69            | Plaza Barcelona                   |              |       |
| 45            | Avenida de Novelda, 17            |              |       |
| 159           | Plaza de L'Algeps                 |              |       |
| 70            | Ambulatorio San Fermín-Jorge Juan |              |       |
| 71            | Jorge Juan-Reina Victoria         |              |       |
| 1             | Centro-Doctor Caro                |              |       |

- Datos: Q5987272